# Ali ibn Aboe Talib

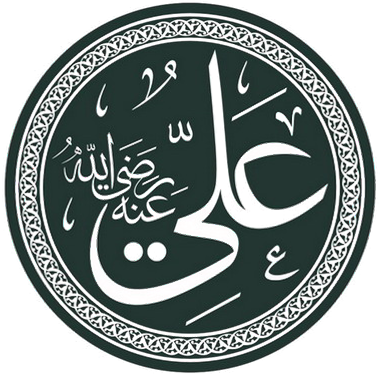
Esedullah (Leeuw van God), een bijnaam gegeven door Mohammed aan zijn bloedverwant Ali. Het alevitisme, Bektashisme en soefisme zien Ali als de deur naar de mystieke kennis en esoterische interpretatie van de islam, zoals aan hem is overgedragen door Mohammed

Ali ibn Aboe Talib, ook imam Ali of kalief Ali (Arabisch: علي ابن أبي طالب) (Mekka, ca. 598 – Koefa, 661) was een neef en schoonzoon van de islamitische profeet Mohammed. Hij was voor de soennieten de vierde kalief (656-661) of opvolger van Mohammed en voor sjiieten en alevieten tevens de eerste imam van de Twaalf Imams. Zij beschouwen zijn drie voorgangers dan ook als usurpators. Ook binnen het soefisme wordt Ali als een van de belangrijkste metgezellen van Mohammed gezien, omdat hij speciaal werd onderwezen door de Profeet. Hij wordt in veel kringen ook wel de vader van het soefisme genoemd. De Hadith (uitspraak) waarin Mohammed zegt: "Ik ben de stad der Kennis, Ali is de Poort ervan!" wordt belangrijk geacht in het sjiisme, echter is de overlevering niet authentiek volgens sommige hadith wetenschappers. Ali staat in de islam bekend om zijn moed, heldhaftigheid, kracht, geduld, wijsheid en kennis. Hij was de eerste jongere om de islam te betreden en verbleef vervolgens, voor de emigratie dicht bij Mohammed.
Volgens de sjiitische bronnen was Ali de enige persoon ooit die binnenin de Kaäba was geboren in Mekka, de heiligste plaats in de islam. Volgens de klassieke geleerden en geschiedkundigen binnen het soennisme was Ali echter niet in de Ka’ba geboren maar wel waren andere individuen binnen de Ka’ba geboren zoals Hakim bin Hizaam.
Zijn benoeming als kalief kwam echter heel ongelukkig ten tijde van een instabiele situatie binnen de oemma na de moord op zijn voorganger Oethman. Als kalief kreeg Ali hevige weerstand en werd aan hem de oorlog verklaard door onder anderen Moe'awija.
Volgens de islamitische traditie is Ali een van de tien mensen van wie werd getuigd dat zij voor het Paradijs bestemd waren.

## Levensloop

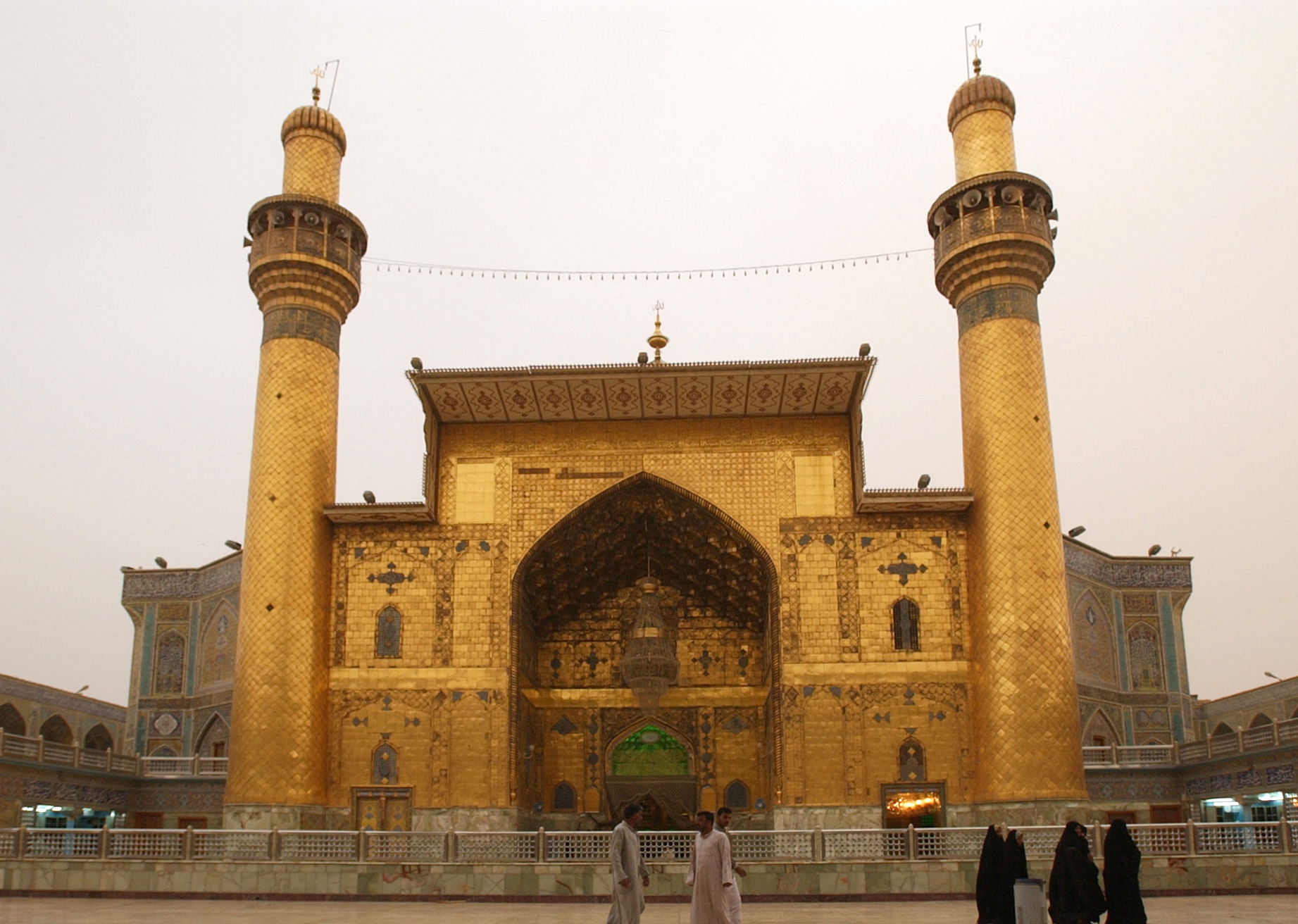
De Imam Alimoskee in Najaf

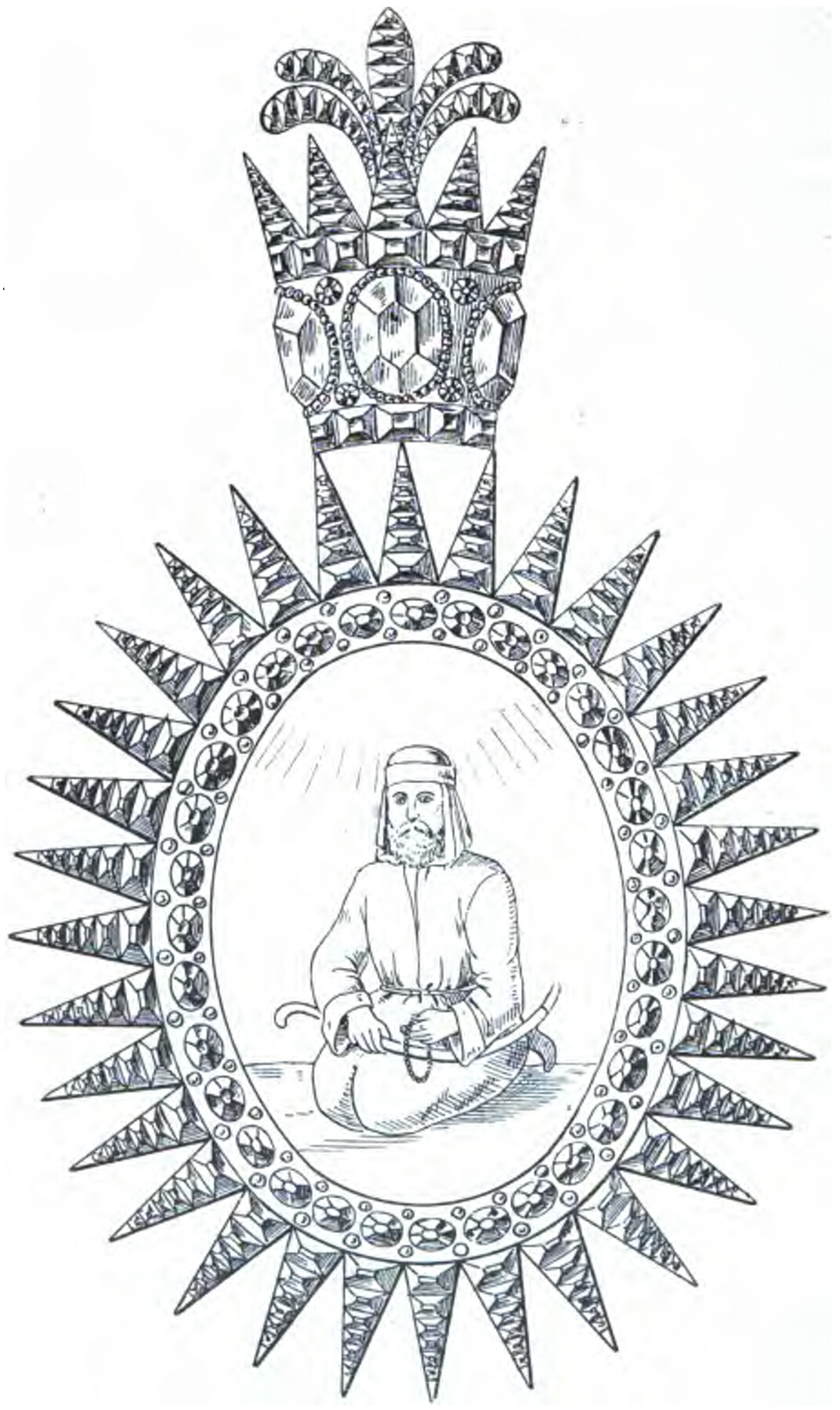
De Orde van Ali

Binnen de islam zijn er opvattingen dat hij de enige mens ooit is die in de Kaäba in Mekka is geboren. Zijn vader, Aboe Talib, was een oom van Mohammed. Zijn moeder noemde hem eerst "Haydar" (leeuw) waarna zijn vader Aboe Talib zijn naam veranderde tot "Ali". Hij had de bijnaam "Gods leeuw" (Asadullah) en "Aboe Turab" oftewel "De vader van de aarde".
Hij trouwde met Mohammeds dochter Fatima. Hij behoorde tot de eerste volgelingen van de islam na het begin van de openbaringen aan Mohammed. Na de dood van Mohammed werd Aboe Bakr als geestelijk leider van de islam gekozen. Volgens de sjiieten legde Aboe Bakr deze verklaring echter af toen de naasten van Mohammed bezig waren met diens begrafenis; Mohammed had volgens hen tijdens zijn profeetschap meerdere malen verklaard dat zijn schoonzoon hem zou moeten opvolgen als geestelijk leider. Hier wordt naar verwezen in de hadieth van 'de pen en het papier'. Volgens beide stromingen heeft Ali de eed afgelegd aan Aboe Bakr, echter wordt binnen het sjiisme geloofd dat hij dit deed om de eenheid van de gemeenschap te bewaren. Binnen het Soennisme wordt geloofd dat hij trouw heeft gezworen aan Aboe Bakr aangezien hij zijn positie respecteerde en zijn status erkende, Ali geeft echter aan in de traditie dat hij het spijtig vond dat de consultatie en verkiezing zonder hem had plaatsgevonden.
Volgens sji’iten heeft Ali de eed afgelegd om de eenheid te bewaren in de gemeenschap, volgens de meerderheid van de moslims omdat de metgezellen zoals Ali, Aboe Bakr, Omar en Oethman compassie en vriendschap met elkaar deelden zonder sprake van vijandigheid of haat jegens elkaar. Tevens was Ali volgens consensus van beide stromingen de schoonvader van Omar ibn Al Khattab (de tweede khalifa na de Profeet) door zijn dochter Umm Kulthum te huwen aan Omar.
Ali werkte onder de leiderschap van Aboe Bakr en Omar als een adviseur en als een rechter.
Aboe Bakr werd na zijn dood opgevolgd door respectievelijk Omar en Oethman. Oethman werd in 656 vermoord. Oethman werd opgevolgd door Ali die wel een directe bloedband had met Mohammed. De benoeming van Ali werd echter tegengewerkt door generaal Mu'awiyah, de gouverneur van Damascus die tot de Omajjaden-clan behoorde en een neef was van Oethman. Hij beschuldigde Ali van samenwerking met de opstandelingen die Oethman hadden vermoord. Hierop brak een onderlinge oorlog uit, de Eerste Fitna.
Deze oorlog in de moslimgemeenschap leidde uiteindelijk tot de moord op Ali in 661 in de stad Koefa, terwijl hij volgens overleveringen aan het bidden was. Volgens andere overleveringen was Ali voor zijn huis aangevallen door drie mannen. Sommige sjiieten beweren dat de moordenaar was omgekocht door Mu'awiyah I. Hij sloeg Ali op zijn hoofd met een vergiftigd zwaard. Hierna leefde Ali nog drie dagen, maar zijn verwonding werd hem fataal. Uiteindelijk stierf hij in zijn eigen huis.
Ali werd vermoord door een sekte genaamd de Khawaaridj nadat hij de volgelingen hiervan had verslagen in de slag van Nahrawaan. Hij werd opgevolgd door zijn zoon Hassan die echter na korte tijd alweer aftrad na een vredesakkoord met Mu’awiyah in het jaar 661 CE.
Het is overgeleverd door Sahl ibn Sad, die de Profeet op de dag van Khaybar hoorde zeggen:
“Ik zal het vaandel zeker aan een man geven door wiens handen God de overwinning zal schenken.” Zij stonden vervolgens op om te kijken wie het zou worden gegeven, hopende dat hij het zou krijgen. Toen vroeg hij: “Waar is Ali?” Er werd hem verteld dat hij leed aan een oogaandoening. Hij beval dat Ali bij hem zou worden gebracht. Hij spuugde vervolgens in zijn ogen en hij genas onmiddellijk, alsof er niets met hem aan de hand was.” (overlevering volgens al-Boechari en Moeslim)
De meeste sjiieten geloven dat Ali begraven ligt in de Iraakse stad Najaf, in de Imam Alimoskee waar Ali een met goud bekleed graf heeft. Anderen geloven dat hij begraven ligt in de Blauwe moskee van Mazar-e Sharif in Afghanistan.
De soennitische en de sjiitische islam hebben elk een eigen interpretatie van de levensgeschiedenis van Ali.
Soennieten beweren dat de sjiieten/alevieten Ali te 'groot' zien en op bepaalde vlakken overdrijven. Sjiieten beweren echter dat zij de superioriteit van Ali kunnen aantonen uit verscheidene bronnen. Een groot verschil tussen de kijk van het Soennisme en het sjiisme op Ali is dan ook dat hij binnen het soennisme als een metgezel van de Profeet wordt gezien en binnen het sjiisme ook als een onfeilbare die geen fouten kan maken. Het concept van onfeilbaarheid wordt binnen het soennisme enkel toegeschreven aan de profeten bij het verkondigen van de openbaringen van God.

## Sjiitische kijk op Ali ibn Aboe Talib
De sjiieten en alevieten beschouwen Ali als een fenomeen: een groot man die intellectueel, fysiek en geestelijk gezien onevenaarbaar was. Zij geloven dat van alle metgezellen, enkel Ali de ware esoterische leer van Mohammed heeft doorgekregen. Ook wordt Ali net als de Profeet Mohammed gezien als een perfect voorbeeld van een mens. Tevens was hij de vaandeldrager en de leider van het leger van Mohammed. Hij heeft veel van de oorlogen meegemaakt en ook zelf meegevochten. Ali wordt ook wel 'Kuran-i natik' genoemd, hetgeen 'Pratende Koran' betekent. Dit omdat de Profeet Mohammed bij Ghadeer Khum gezegd zou hebben "O' mensen, Ali is met de Koran, de Koran is met Ali. Ali is met de Waarheid, de Waarheid is met Ali".
Ali wordt gezien als een van de vijf leden van de 'Ahl al-Bayt', wat vertaald kan worden als 'Mensen van het Huis'. Hiermee wordt verwezen naar de familie van Mohammed. De vijf leden zijn: Mohammed, Fatima, Ali, Hassan en Hussein.
Koran verzen 33:33 en 42:23 zouden over de Ahl al-Bayt gaan.

### Superioriteit van Ali
Zowel alevieten als sjiieten claimen dat van alle metgezellen van Mohammed, Ali de enige was die door God via Mohammed werd aangewezen als eerste kalief en de nummer één student van de islamitische profeet. Qua kennis zou Ali alles weten wat Mohammed ook wist, ondanks het feit dat hij geen profeet maar een door God aangewezen imam/kalief was.
De sjiieten geloven op geen enkele manier dat Ali hoger in status zou zijn dan eerdere profeten:
Hoewel soennitische groeperingen dit wel beheren om 'fitna' en onmacht te creëren binnen de sjiitische groeperingen. Hoewel dit al jaren gebeurt, is er weinig ophef over deze situatie. Dit komt voornamelijk door het respect van de sjiitische en ook de alevitische groeperingen voor de houdingen van de profeet Mohammed en Imam Ali. Deze houding kan dan ook gezien worden als een aanhouding van de leer die Imam Ali overdroeg van de profeet aan de opvolgers van de islam. Zoals Imam Ali reageerde op de achtergehouden verkiezingen van Omar en Abu Bakr voor het kalifaat, reageren de sjiitische en alevitische groeperingen ook op de uitspraken en beschuldigingen van de soennitische groeperingen naar Imam Ali, de sjiieten en de alevieten.

### De 12 imams
Sjiieten geloven dat na de dood van Mohammed het leiderschap binnen de familie (Ahlalbayt) dient te blijven. Dit wordt dan ook gezien als het grootste verschil tussen het soennisme en sjiisme omdat de soennieten na Mohammed in de '4 rechtgeleide kaliefen' en de rechtgeleide metgezellen volgen en de Sjiieten in de Twaalf Imams (net als Mozes en Jezus ook hun 12 apostelen gehad zouden hebben). Volgens het soennisme zou de islam zijn vervolmaakt na de profeet Mohamed en de openbaring zou zijn gestopt na de vervolmaking van de Koran. Volgens de soennieten is de kwestie van leiderschap een zaak wat op de gemeenschap rust en volgt men de richtlijn dat de beste persoon het recht daarop heeft. Sjiieten zijn van mening dat deze keuze niet aan de mensen ligt, maar dat net als bij de voorgaande profeten alleen God bepaalt wie de rechtvaardige kalief/opvolger van de Profeet wordt, en dat alleen Ali de geschikte en de door God gekozen kalief zou moeten zijn.
Ali ibn Abu Talib is de eerste imam van de 12 imams. Elke volgende imam is de zoon van de vorige imam, met uitzondering van de 3e imam Hussein ibn Ali, die de jongere broer van de 2e imam Hasan ibn Ali is. De 12 imams worden gezien als de enige rechtvaardige opvolgers van de Profeet Mohammed en als de enige wijzen die de Koran correct kunnen interpreteren. Door de geschiedenis heen zijn er meningsverschillen binnen het sjiisme geweest over wie de werkelijke Imam moest worden, waardoor verscheidene vertakkingen zijn ontstaan, zoals de twaalvers, de zaidieten, ismaëlieten, ghulaten etc.
De twaalf imams worden gezien als "Al-Insān al-Kāmil" (insan-i kâmil), wat perfect mens zou betekenen. De Profeet Mohammed, zijn dochter Fatima en de twaalf imams samen worden ook wel de 14 Onfeilbaren (Ondört Mâsûm-u Pâk) genoemd. De term '14 Mâsûm-u Pâk' wordt echter ook gebruikt als verwijzing naar de vermoorde kinderen van de 12 imams binnen het alevitisme. De 12 imams zijn allemaal van de Ahl al-Bayt-bloedlijn.
De 12 imams in het kort:
| Nummer | Moderne (Kalligrafische) Afbeelding | Naam (Volledig/Kunya)                                         | Titel (Arabisch/Turks)                                                                | GeboortedatumSterfdatum (CE/AH) | Belang | Geboorteplaats                                  | Reden & sterfplek begrafenis |
| ------ | ----------------------------------- | ------------------------------------------------------------- | ------------------------------------------------------------------------------------- | ------------------------------- | --- | ----------------------------------------------- | --- |
| 1      |                                     | Ali ibn Abu Talib علي بن أبي طالبAbu al-Hasan أبو الحسن       | Amir al-Mu'minin (Leider van de Gelovigen) al-Mūrtadhā (De Geliefde) Birinci Ali      | 600–66123(voor de Hidjra)–40    | De eerste imam en de rechtvaardige opvolger van Mohammed van alle sjiieten en alevieten; Soennieten zien hem als de vierde rechtgeleide kalief. Hij heeft een hoge positie in bijna alle soefi ordes; de leden van deze ordes zien Ali als belangrijkste bron en deur naar de leer van Mohammed.                                                  | Mekka, Saudi Arabia                             | Vermoord door Abd-al-Rahman ibn Muljam, een Kharidjiet uit Kufa, die hem op het hoofd raakte met een vergiftigd zwaard. Volgens sjiieten begraven bij de Imam Ali Moskee in Najaf, Irak. |
| 2      | \|                                  | Hasan ibn Ali حسن بن عليAbu Muhammad أبو محمد                 | al-Mūjtabā (De Gekozene) İkinci Ali                                                   | 624–670 3–50                    | Hij was de oudste overlevende kleinzoon van Mohammed, via de dochter van Mohammed Fatima Zahra.. Hasan volgde zijn vader Ali op als kalief in Kufa, en probeerde een wapenstilstand aan te gaan met Muaviya, zijn tijd als kalief zou slechts zeven maanden geduurd hebben.                                                                       | Medina, Saudi Arabia                            | Vergiftigd door zijn vrouw in Medina, Saudi Arabia op bevel van Omajjaden kalief Muawiya. Begraven in Jannat al-Baqi, Medina, Saudi Arabia.                                              |
| 3      | Shite imam                          | Husayn ibn Ali حسین بن عليAbu Abdillah أبو عبدالله            | Sayyid ash-Shuhada (Meester van de martelaren) Üçüncü Ali                             | 626–680 4–61                    | Hij was de kleinzoon van Mohammed en de jongere broer van Hasan ibn Ali. Huseyn kwam in opstand tegen de Omajjaden kalief Yazid, zoon van Muaviya. Als gevolg daarvan werd hij met zijn volgers en familieleden afgeslacht bij de Slag bij Karbala. Om dit incident wordt jaarlijks gerouwd door sjiieten en alevieten tijdens de muharram maand. | Medina, Saudi Arabia                            | Vermoord en onthoofd bij de Slag bij Karbala. Begraven bij de Imam Husayn Shrine in Karbala, Irak.                                                                                       |
| 4      | Shite imam                          | Ali ibn Husayn علي بن الحسینAbu Muhammad أبو محمد             | al-Sajjad, Zayn al-'Abidin, Zeynel Abidin (De constant aanbiddende) Dördüncü Ali      | 658/9 – 712 38–95               | Auteur van gebeden in Sahifa al-Sajjadiyya, dat ook wel bekendstaat als "De Psalmen van de Ahlalbayt." | Medina, Saudi Arabia                            | Volgens sjiieten vergiftigd in opdracht van kalief al-Walid I in Medina, Saudi Arabia. Begraven in Jannat al-Baqi, Medina, Saudi Arabia.                                                 |
| 5      |                                     | Muhammad ibn Ali محمد بن عليAbu Ja'far أبو جعفر               | Baqir al-Ulum, Muhammed Bakir (De onthuller van kennis) Beşinci Ali                   | 677–732 57–114                  | Zowel Sunni als Shia bronnen beschrijven hem als een van de eerste en meest prominente 'faqih' geleerden, die veel studenten onderwees. | Medina, Saudi Arabia                            | Volgens sjiieten vergiftigd door Ibrahim ibn Walid ibn 'Abdallah in Medina, Saudi Arabia op bevel van kalief Hisham ibn Abd al-Malik. Begraven in Jannat al-Baqi, Medina, Saudi Arabia.  |
| 6      |                                     | Ja'far ibn Muhammad جعفر بن محمدAbu Abdillah أبو عبدالله      | as-Sadiq, Cafer-i Sadik (De Eerlijke) Altıncı Ali                                     | 702–765 83–148                  | Stelde de Jafari jurisprudentie vast en was ook een theoloog. Hij instrueerde veel leerlingen op verschillende gebieden, onder wie ook Abu Hanifah en Malik ibn Anas in fiqh (islamitische jurisprudentie), Wasil ibn Ata en Hisham ibn Hakam in islamitische theologie, en Geber in wetenschap en alchemie.                                      | Medina, Saudi Arabia                            | Volgens Shia bronnen vergiftigd in Medina, Saudi Arabia op bevel van kalief Al-Mansur. Begraven in Jannat al-Baqi, Medina, Saudi Arabia.                                                 |
| 7      |                                     | Musa ibn Ja'far موسی بن جعفرAbu al-Hasan I أبو الحسن الاول    | al-Kazim, Musa-i Kâzim (De Kalme") Yedinci Ali                                        | 744–799 128–183                 | Leider van de Shi'a gemeenschap tijdens de splitsing van de Ismaili and andere vertakkingen na de dood van de vorige imam, zijn vader Jafar al-Sadiq. Heeft een hoog positie onder de Mahdavia; de volgers van deze orde volgen de leer van Mohammed via hem.                                                                                     | Medina, Saudi Arabia                            | Gevangen gehouden en vergiftigd Bagdad, Irak op bevel van kalief Harun al-Rashid. Begraven in de Kazimayn shrine in Bagdad, Irak.                                                        |
| 8      |                                     | Ali ibn Musa علي بن موسیAbu al-Hasan II أبو الحسن الثانی      | ar-Rida, Reza, Ali Riza (De Aangename) Sekizinci Ali                                  | 765–817 148–203                 | Tot kroonprins benoemd door kalief Al-Ma'mun, en bekend om zijn discussies met moslim en niet-moslim geleerden. | Medina, Saudi Arabia                            | Vergiftigd in Mashad, Iran op bevel van kalief Al-Ma'mun. Begraven bij Imam Reza shrine in Mashad, Iran.                                                                                 |
| 9      | Shite imam                          | Muhammad ibn Ali محمد بن عليAbu Ja'far أبو جعفر               | al-Taqi, al-Jawad, Muhammed Taki (De Godvrezende, De Gulle) Dokuzuncu Ali             | 810–835 195–220                 | Stond bekend om zijn gulheid en toewijding terwijl hij vervolgd werd door de Abbassiden. | Medina, Saudi Arabia                            | Vergiftigd door zijn vrouw, de dochter van Al-Ma'mun, in Bagdad, Irak op bevel van kalief Al-Mu'tasim, volgens Shi'a bronnen. Begraven in de Kazmain shrine in Bagdad, Irak.             |
| 10     | Shite imam                          | Ali ibn Muhammad علي بن محمدAbu al-Hasan III أبو الحسن الثالث | al-Hadi, al-Naqi, Ali Naki (De Gids, De Pure) Onuncu Ali                              | 827–868 212–254                 | Versterkte de netwerken in de Shi'a gemeenschap. Hij stuurde ze instructies, en kreeg in ruil financiële steun van de gelovigen en religieuze volgers. | Surayya, een dorp vlak bij Medina, Saudi Arabia | Volgens sjiieten vergiftigd in Samarra, Irak op bevel van kalief Al-Mu'tazz. Begraven in de Al Askari Moskee in Samarra, Irak.                                                           |
| 11     |                                     | Hasan ibn Ali الحسن بن عليAbu Muhammad أبو محمد               | al-Askari, Hasan-ül Askeri (De bewoner van een garnizoen) Onbirinci Ali               | 846–874 232–260                 | Voor een groot deel van zijn leven, legde de Abbasiden kalief Al-Mu'tamid hem verboden op na de dood van zijn vader. Onderdrukking van de Shi'a bevolking was hoog in die tijd vanwege de grote omvang en groeiende macht. | Medina, Saudi Arabia                            | Volgens sjiieten vergiftigd op bevel van kalief Al-Mu'tamid in Samarra, Irak. Begraven bij de Al Askari Moskee in Samarra, Irak.                                                         |
| 12     |                                     | Muhammad ibn al-Hasan محمد بن الحسنAbu al-Qasim أبو القاسم    | al-Mahdi, de Verborgen Imam, al-Hujjah, Mehdi (De Begeleide, Het Bewijs) Onikinci Ali | 868–unknown 255–unknown         | Volgens sjiieten en alevieten is hij een historisch persoon die echt heeft bestaan en de imam van deze tijd en de beloofde Mahdi, een 'messias' figuur die samen met Jezus Christus zal terugkeren. Hij zal eenheid brengen binnen de islam en zal weer vrede en gerechtigheid brengen naar de wereld.                                            | Samarra, Irak                                   | Volgens sjiieten en alevieten leeft hij in 'verborgenheid' sinds 872, en zal zo blijven zolang God het wil.                                                                              |

## Orde van Ali

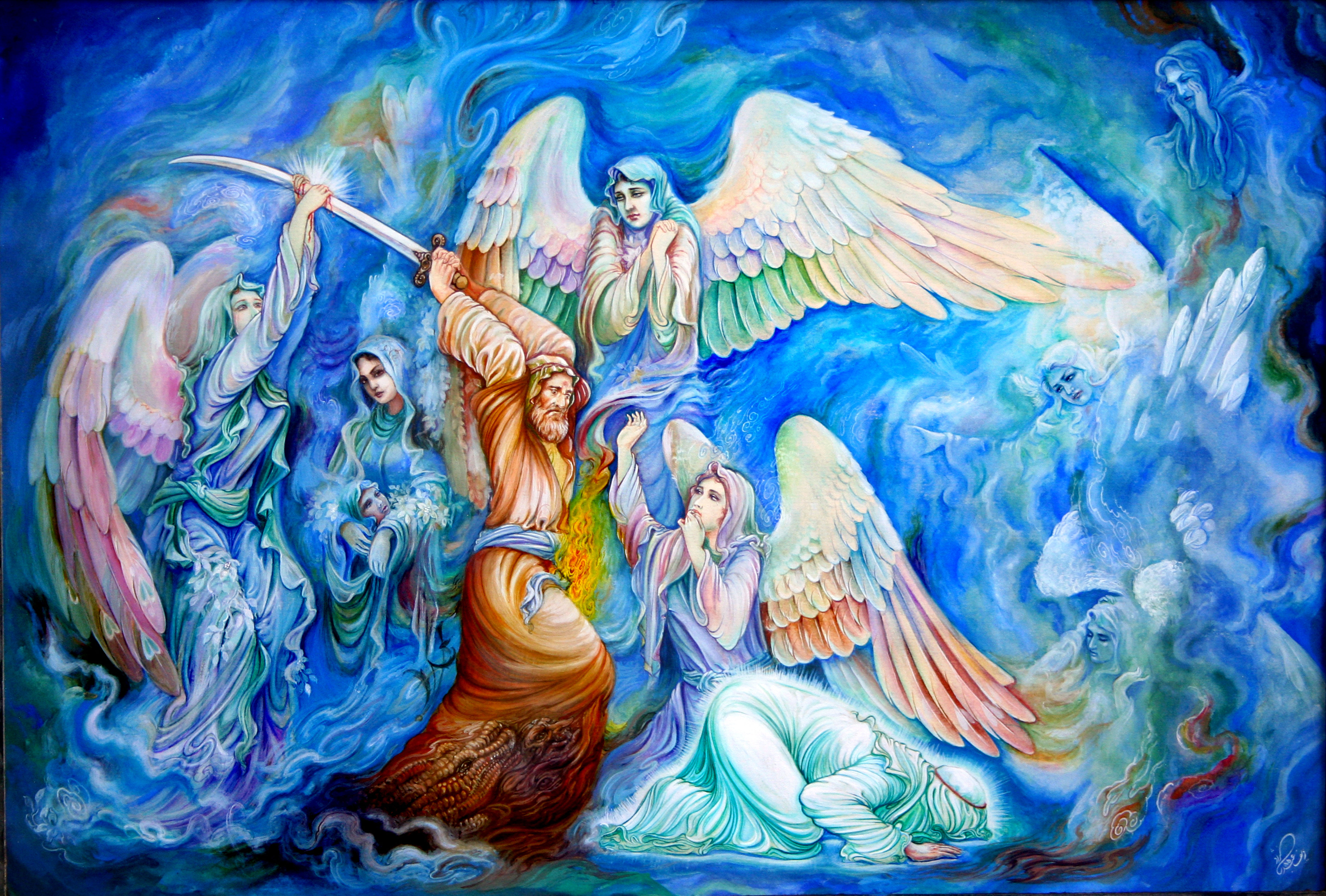
Het doden van ali ibn abi talib - Schilderij door: Yousef Abdinejad

In de late 18e en 19e eeuw droegen de sjahs uit de dynastie der Kadjaren een in diamanten gevatte Orde van Ali met een geïdealiseerd portret van Ali.

## Film
Een bekende sji’itische film over het leven van imam Ali is de film 'Al-Nebras'.
Deze is ook online op bijvoorbeeld YouTube te bekijken.
De film beschrijft het leven van Ali tijdens Mohammeds leven en na diens dood volgens de opvattingen van het sjiisme.